# Отфор (замок)

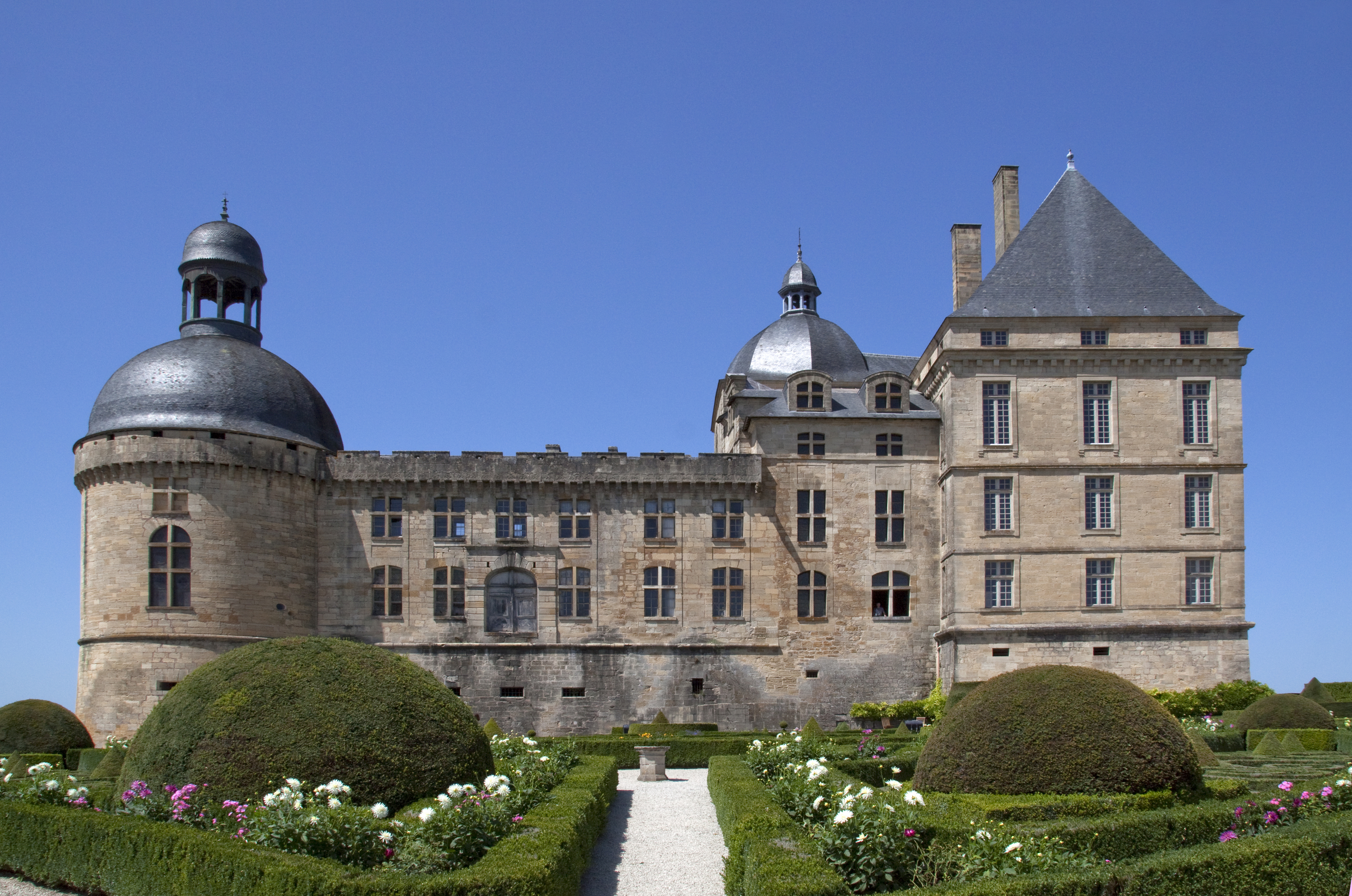
Фасад замка

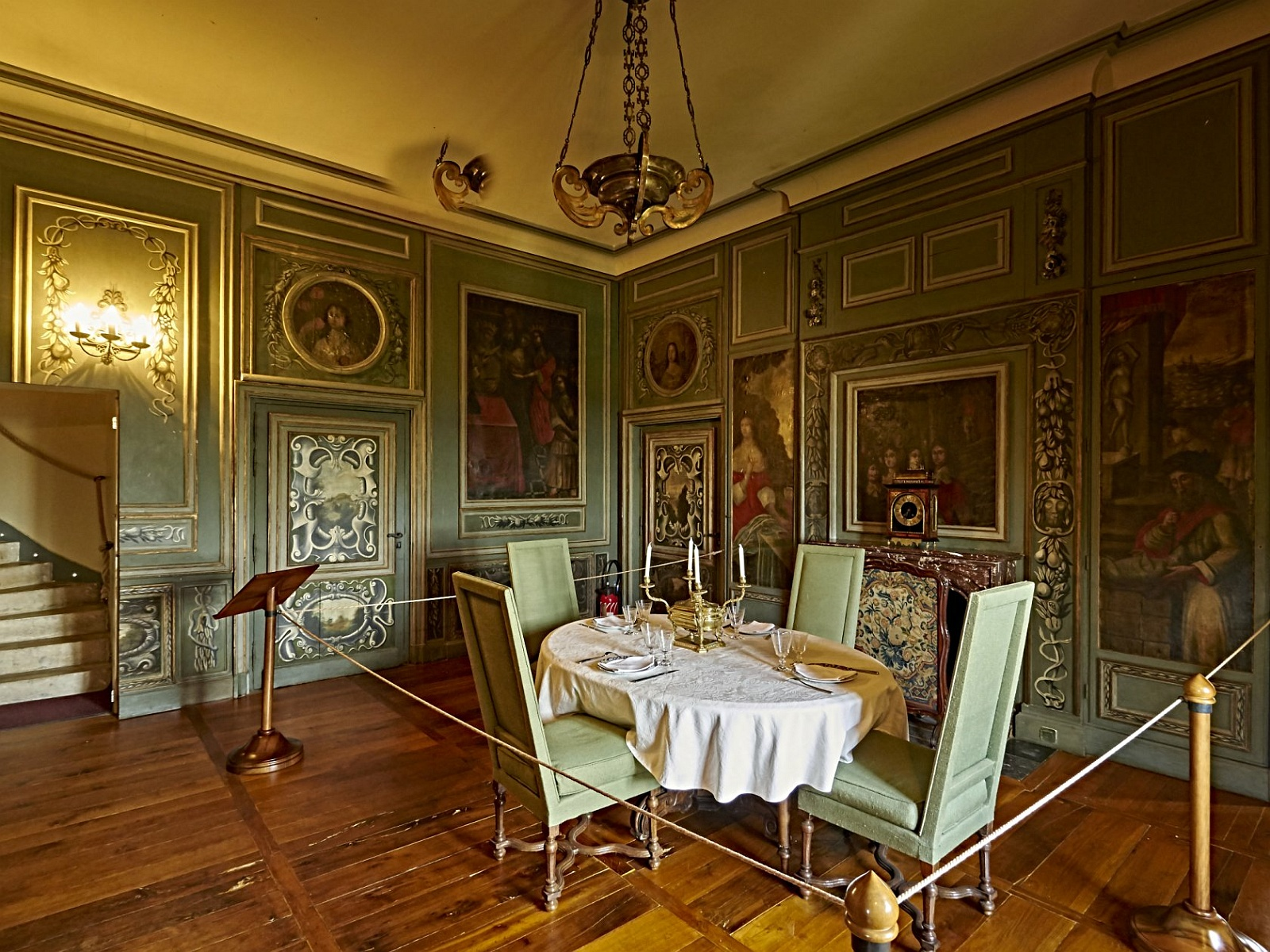
Один из салонов замка

Замок д’Отфо́р (фр. Château de Hautefort) — замок в стиле Ренессанс на западе Франции, построенный в XVII веке. Расположен в коммуне Отфор департамента Дордонь (регион Новая Аквитания). Шато обрамляют террасы с французскими садами, где посадки самшита и цветы образуют геометрические мотивы.
Замок служил декорацией к фильмам «Глаз дьявола» (1966), «История вечной любви» (1998) и др.